# Сборная Боливии по футболу (до 17 лет)
Сборная Боливии по футболу до 17 лет (исп. Selección de fútbol sub-17 de Bolivia) — национальная футбольная команда, представляющая Боливию в международных юношеских турнирах. За сборную имеют право выступать игроки возрастом 17 лет и младше. Контролируется Боливийской футбольной федерацией.
Сборная дважды сыграла на чемпионате мира (до 16 лет) (в 1985 и 1987 годах), в обоих случаях не преодолев групповой этап. Наивысшим достижением сборной на чемпионате Южной Америки до 17 лет является победа в 1986 году.

## Статистика выступлений

### Чемпионат мира до 17 лет
| 1985  | Групповой этап           | 3                        | 0                        | 1                        | 2                        | 2                        | 6                        |                          |                          |                          |                          |                          |                          |                          |                          |
| 1987  | Групповой этап           | 3                        | 0                        | 1                        | 2                        | 6                        | 9                        |                          |                          |                          |                          |                          |                          |                          |                          |
| 1989  | Не квалифицировалась     | Не квалифицировалась     | Не квалифицировалась     | Не квалифицировалась     | Не квалифицировалась     | Не квалифицировалась     | Не квалифицировалась     | Не квалифицировалась     | Не квалифицировалась     | Не квалифицировалась     | Не квалифицировалась     | Не квалифицировалась     | Не квалифицировалась     | Не квалифицировалась     | Не квалифицировалась     |
| 1991  | Не квалифицировалась     | Не квалифицировалась     | Не квалифицировалась     | Не квалифицировалась     | Не квалифицировалась     | Не квалифицировалась     | Не квалифицировалась     | Не квалифицировалась     | Не квалифицировалась     | Не квалифицировалась     | Не квалифицировалась     | Не квалифицировалась     | Не квалифицировалась     | Не квалифицировалась     | Не квалифицировалась     |
| 1993  | Не квалифицировалась     | Не квалифицировалась     | Не квалифицировалась     | Не квалифицировалась     | Не квалифицировалась     | Не квалифицировалась     | Не квалифицировалась     | Не квалифицировалась     | Не квалифицировалась     | Не квалифицировалась     | Не квалифицировалась     | Не квалифицировалась     | Не квалифицировалась     | Не квалифицировалась     | Не квалифицировалась     |
| 1995  | Не квалифицировалась     | Не квалифицировалась     | Не квалифицировалась     | Не квалифицировалась     | Не квалифицировалась     | Не квалифицировалась     | Не квалифицировалась     | Не квалифицировалась     | Не квалифицировалась     | Не квалифицировалась     | Не квалифицировалась     | Не квалифицировалась     | Не квалифицировалась     | Не квалифицировалась     | Не квалифицировалась     |
| 1997  | Не квалифицировалась     | Не квалифицировалась     | Не квалифицировалась     | Не квалифицировалась     | Не квалифицировалась     | Не квалифицировалась     | Не квалифицировалась     | Не квалифицировалась     | Не квалифицировалась     | Не квалифицировалась     | Не квалифицировалась     | Не квалифицировалась     | Не квалифицировалась     | Не квалифицировалась     | Не квалифицировалась     |
| 1999  | Не квалифицировалась     | Не квалифицировалась     | Не квалифицировалась     | Не квалифицировалась     | Не квалифицировалась     | Не квалифицировалась     | Не квалифицировалась     | Не квалифицировалась     | Не квалифицировалась     | Не квалифицировалась     | Не квалифицировалась     | Не квалифицировалась     | Не квалифицировалась     | Не квалифицировалась     | Не квалифицировалась     |
| 2001  | Не квалифицировалась     | Не квалифицировалась     | Не квалифицировалась     | Не квалифицировалась     | Не квалифицировалась     | Не квалифицировалась     | Не квалифицировалась     | Не квалифицировалась     | Не квалифицировалась     | Не квалифицировалась     | Не квалифицировалась     | Не квалифицировалась     | Не квалифицировалась     | Не квалифицировалась     | Не квалифицировалась     |
| 2003  | Не квалифицировалась     | Не квалифицировалась     | Не квалифицировалась     | Не квалифицировалась     | Не квалифицировалась     | Не квалифицировалась     | Не квалифицировалась     | Не квалифицировалась     | Не квалифицировалась     | Не квалифицировалась     | Не квалифицировалась     | Не квалифицировалась     | Не квалифицировалась     | Не квалифицировалась     | Не квалифицировалась     |
| 2005  | Не квалифицировалась     | Не квалифицировалась     | Не квалифицировалась     | Не квалифицировалась     | Не квалифицировалась     | Не квалифицировалась     | Не квалифицировалась     | Не квалифицировалась     | Не квалифицировалась     | Не квалифицировалась     | Не квалифицировалась     | Не квалифицировалась     | Не квалифицировалась     | Не квалифицировалась     | Не квалифицировалась     |
| 2007  | Не квалифицировалась     | Не квалифицировалась     | Не квалифицировалась     | Не квалифицировалась     | Не квалифицировалась     | Не квалифицировалась     | Не квалифицировалась     | Не квалифицировалась     | Не квалифицировалась     | Не квалифицировалась     | Не квалифицировалась     | Не квалифицировалась     | Не квалифицировалась     | Не квалифицировалась     | Не квалифицировалась     |
| 2009  | Не квалифицировалась     | Не квалифицировалась     | Не квалифицировалась     | Не квалифицировалась     | Не квалифицировалась     | Не квалифицировалась     | Не квалифицировалась     | Не квалифицировалась     | Не квалифицировалась     | Не квалифицировалась     | Не квалифицировалась     | Не квалифицировалась     | Не квалифицировалась     | Не квалифицировалась     | Не квалифицировалась     |
| 2011  | Не квалифицировалась     | Не квалифицировалась     | Не квалифицировалась     | Не квалифицировалась     | Не квалифицировалась     | Не квалифицировалась     | Не квалифицировалась     | Не квалифицировалась     | Не квалифицировалась     | Не квалифицировалась     | Не квалифицировалась     | Не квалифицировалась     | Не квалифицировалась     | Не квалифицировалась     | Не квалифицировалась     |
| 2013  | Не квалифицировалась     | Не квалифицировалась     | Не квалифицировалась     | Не квалифицировалась     | Не квалифицировалась     | Не квалифицировалась     | Не квалифицировалась     | Не квалифицировалась     | Не квалифицировалась     | Не квалифицировалась     | Не квалифицировалась     | Не квалифицировалась     | Не квалифицировалась     | Не квалифицировалась     | Не квалифицировалась     |
| 2015  | Не квалифицировалась     | Не квалифицировалась     | Не квалифицировалась     | Не квалифицировалась     | Не квалифицировалась     | Не квалифицировалась     | Не квалифицировалась     | Не квалифицировалась     | Не квалифицировалась     | Не квалифицировалась     | Не квалифицировалась     | Не квалифицировалась     | Не квалифицировалась     | Не квалифицировалась     | Не квалифицировалась     |
| 2017  | Не квалифицировалась     | Не квалифицировалась     | Не квалифицировалась     | Не квалифицировалась     | Не квалифицировалась     | Не квалифицировалась     | Не квалифицировалась     | Не квалифицировалась     | Не квалифицировалась     | Не квалифицировалась     | Не квалифицировалась     | Не квалифицировалась     | Не квалифицировалась     | Не квалифицировалась     | Не квалифицировалась     |
| 2019  | Не квалифицировалась     | Не квалифицировалась     | Не квалифицировалась     | Не квалифицировалась     | Не квалифицировалась     | Не квалифицировалась     | Не квалифицировалась     | Не квалифицировалась     | Не квалифицировалась     | Не квалифицировалась     | Не квалифицировалась     | Не квалифицировалась     | Не квалифицировалась     | Не квалифицировалась     | Не квалифицировалась     |
| 2021  | Будет определено позднее | Будет определено позднее | Будет определено позднее | Будет определено позднее | Будет определено позднее | Будет определено позднее | Будет определено позднее | Будет определено позднее | Будет определено позднее | Будет определено позднее | Будет определено позднее | Будет определено позднее | Будет определено позднее | Будет определено позднее | Будет определено позднее |
| Итого | 2/19                     | 6                        | 0                        | 2                        | 4                        | 8                        | 15                       |                          |                          |                          |                          |                          |                          |                          |                          |

### Чемпионат Южной Америки до 17 лет
| Результаты выступлений на чемпионате Южной Америки до 16 / до 17 лет | Результаты выступлений на чемпионате Южной Америки до 16 / до 17 лет | Результаты выступлений на чемпионате Южной Америки до 16 / до 17 лет | Результаты выступлений на чемпионате Южной Америки до 16 / до 17 лет | Результаты выступлений на чемпионате Южной Америки до 16 / до 17 лет | Результаты выступлений на чемпионате Южной Америки до 16 / до 17 лет | Результаты выступлений на чемпионате Южной Америки до 16 / до 17 лет | Результаты выступлений на чемпионате Южной Америки до 16 / до 17 лет | Результаты выступлений на чемпионате Южной Америки до 16 / до 17 лет |
| Год                                                                  | Раунд                                                                | И                                                                    | В                                                                    | Н                                                                    | П                                                                    | МЗ                                                                   | МП                                                                   |                                                                      |
| -------------------------------------------------------------------- | -------------------------------------------------------------------- | -------------------------------------------------------------------- | -------------------------------------------------------------------- | -------------------------------------------------------------------- | -------------------------------------------------------------------- | -------------------------------------------------------------------- | -------------------------------------------------------------------- | -------------------------------------------------------------------- |
| 1985                                                                 | Круговой турнир                                                      | 8                                                                    | 2                                                                    | 1                                                                    | 5                                                                    | 10                                                                   | 24                                                                   |                                                                      |
| 1986                                                                 | Чемпион                                                              | 7                                                                    | 3                                                                    | 3                                                                    | 1                                                                    | 9                                                                    | 6                                                                    |                                                                      |
| 1988                                                                 | Групповой этап                                                       | 4                                                                    | 0                                                                    | 2                                                                    | 2                                                                    | 4                                                                    | 8                                                                    |                                                                      |
| 1991                                                                 | Групповой этап                                                       | 4                                                                    | 0                                                                    | 0                                                                    | 4                                                                    | 0                                                                    | 33                                                                   |                                                                      |
| 1993                                                                 | Групповой этап                                                       | 4                                                                    | 0                                                                    | 0                                                                    | 4                                                                    | 0                                                                    | 20                                                                   |                                                                      |
| 1995                                                                 | Групповой этап                                                       | 4                                                                    | 1                                                                    | 1                                                                    | 2                                                                    | 2                                                                    | 5                                                                    |                                                                      |
| 1997                                                                 | Групповой этап                                                       | 4                                                                    | 0                                                                    | 0                                                                    | 4                                                                    | 1                                                                    | 15                                                                   |                                                                      |
| 1999                                                                 | Групповой этап                                                       | 4                                                                    | 1                                                                    | 1                                                                    | 2                                                                    | 5                                                                    | 6                                                                    |                                                                      |
| 2001                                                                 | Групповой этап                                                       | 4                                                                    | 1                                                                    | 0                                                                    | 3                                                                    | 7                                                                    | 15                                                                   |                                                                      |
| 2003                                                                 | Групповой этап                                                       | 4                                                                    | 0                                                                    | 1                                                                    | 3                                                                    | 2                                                                    | 9                                                                    |                                                                      |
| 2005                                                                 | Групповой этап                                                       | 4                                                                    | 1                                                                    | 0                                                                    | 3                                                                    | 8                                                                    | 14                                                                   |                                                                      |
| 2007                                                                 | Групповой этап                                                       | 4                                                                    | 2                                                                    | 0                                                                    | 2                                                                    | 5                                                                    | 11                                                                   |                                                                      |
| 2009                                                                 | 5-е место                                                            | 7                                                                    | 2                                                                    | 2                                                                    | 3                                                                    | 9                                                                    | 10                                                                   |                                                                      |
| 2011                                                                 | Групповой этап                                                       | 4                                                                    | 1                                                                    | 0                                                                    | 3                                                                    | 5                                                                    | 9                                                                    |                                                                      |
| 2013                                                                 | Групповой этап                                                       | 4                                                                    | 0                                                                    | 1                                                                    | 3                                                                    | 3                                                                    | 10                                                                   |                                                                      |
| 2015                                                                 | Групповой этап                                                       | 4                                                                    | 1                                                                    | 0                                                                    | 3                                                                    | 5                                                                    | 14                                                                   |                                                                      |
| 2017                                                                 | Групповой этап                                                       | 4                                                                    | 1                                                                    | 0                                                                    | 3                                                                    | 3                                                                    | 6                                                                    |                                                                      |
| 2019                                                                 | Групповой этап                                                       | 4                                                                    | 0                                                                    | 0                                                                    | 4                                                                    | 4                                                                    | 13                                                                   |                                                                      |
| Итого                                                                | 18/18                                                                | 82                                                                   | 16                                                                   | 12                                                                   | 54                                                                   | 82                                                                   | 228                                                                  |                                                                      |